# Operacija MB8
Operacija MB8 je naziv za operaciju Britanske kraljevske ratne mornarice u Sredozemnom moru, od 4. do 11. studenog 1940. godine.

## Tijek operacije
Napad na Taranto bio je glavni dio operacije koja obuhvaćala još i četiri konvoja:
- iz Gibraltara za Maltu,
- iz Aleksandrije za Maltu,
- iz Malte za Aleksandriju
- iz Aleksandrije za Grčku

Operacija je sadržavala i zračni napad avionima s nosača HMS Ark Royal na Cagliari. U operaciji MB8 angažirana je sva britanska Sredozemna flota iz Aleksandrije, kao i snage iz Gibraltara.
Glavni dio operacije MB-8 bila je operacija "Judgement", kada je izvršen zračni napad na talijansku flotu u Tarantu. U njoj je sudjelovala Sredozemne flote pod izravnim zapovjedništvom admirala Andrewa Cunninghama.
Uz napad na Taranto vezana je i eskadra Force B pod zapovjedništvom viceadmirala Henry Pridham-Whippela s lakim krstaricama HMS Orion, HMS Ajax i HMAS Sydney i razaračima HMS Mohawk i HMS Nubian. Zadatak ove eskadre bio je uplovljavanje u Otrantska vrata te da odvrati pažnju Talijana od napada na Taranto, a ako bude prilike da napadne talijanske brodove u tom području.